# شینگ‌کاراپ (بوتان)
شینگ‌کاراپ (به لاتین: Shingkarap) یک منطقهٔ مسکونی در بوتان (کشور) است که در استان پارو واقع شده‌است.